# Paphiopedilum parnatanum
Paphiopedilum parnatanum är en orkidéart som beskrevs av William Cavestro. Paphiopedilum parnatanum ingår i släktet Paphiopedilum och familjen orkidéer.
Artens utbredningsområde är Filippinerna. Inga underarter finns listade i Catalogue of Life.